# Душан Милић
Душан Милић (Београд, 1969) српски је редитељ, сценариста и продуцент. Познат је по режији филмова Јагода у супермаркету (2003), Травелатор (2014) и Мрак (2022).

## Филмографија

### Филм
| Година | Наслов                                | Потписан као | Потписан као | Потписан као | Потписан као | Напомене          |
| Година | Наслов                                | редитељ      | сценариста   | продуцент    | друго        | Напомене          |
| ------ | ------------------------------------- | ------------ | ------------ | ------------ | ------------ | ----------------- |
| 1992.  | Тито и ја                             | Не           | Не           | Не           | Да           | помоћник редитеља |
| 2003.  | Јагода у супермаркету                 | Да           | Да           | Не           | Не           |                   |
| 2006.  | Гуча!                                 | Да           | Да           | Не           | Не           |                   |
| 2008.  | Свет је велики, а спасење је иза угла | Не           | Да           | Не           | Не           |                   |
| 2014.  | Травелатор                            | Да           | Да           | Да           | Не           |                   |
| 2021.  | Стадо оваца                           | Не           | Не           | Да           | Не           | копродуцент       |
| 2022.  | Мрак                                  | Да           | Да           | Не           | Не           |                   |

### Телевизија
| Година     | Наслов       | Потписан као | Потписан као | Потписан као | Потписан као | Напомене          |
| Година     | Наслов       | редитељ      | сценариста   | продуцент    | друго        | Напомене          |
| ---------- | ------------ | ------------ | ------------ | ------------ | ------------ | ----------------- |
| 1993.      | Броз и ја    | Не           | Не           | Не           | Да           | помоћник редитеља |
| 2012—2014. | Фолк         | Да           | Да           | Не           | Аутор        |                   |
| 2016—2017. | Сумњива лица | Да           | Да           | Не           | Аутор        |                   |